# Feel This Moment

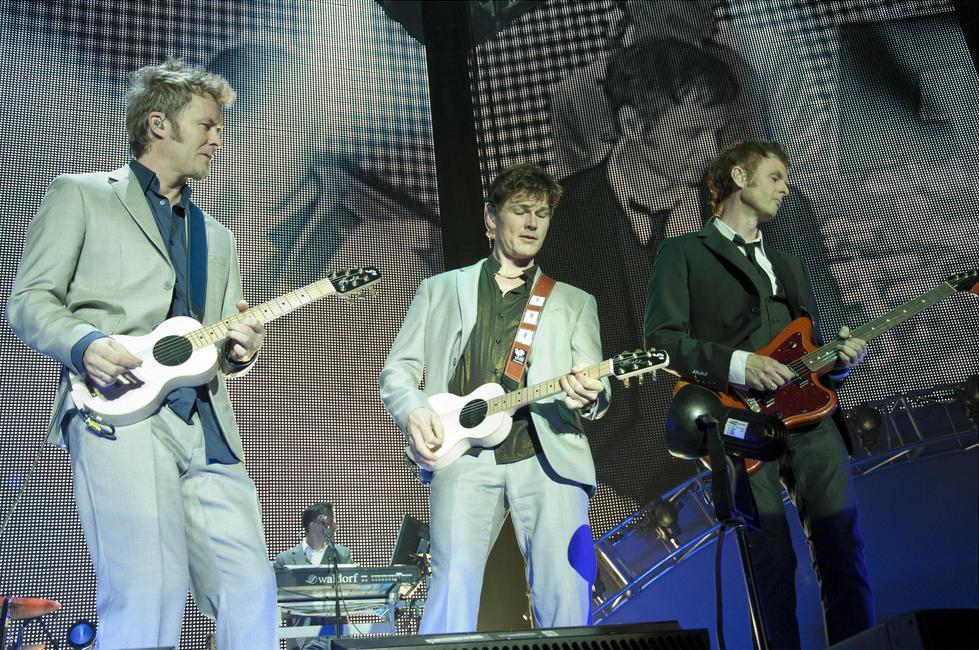
Utwór zawiera sampling z przebojowego singla A-ha „Take on Me”.

Feel This Moment – piosenka dance-popowa pochodząca z siódmego studyjnego albumu amerykańskiego rapera Pitbulla pt. Global Warming (2012). Powstały przy gościnnym udziale amerykańskiej wokalistki pop Christiny Aguilery oraz wyprodukowany przez Nasriego, Adama Messingera, Nolana Lambrozę i DJ-a Buddhę, utwór wydany został jako czwarty singel promujący krążek dnia 22 lutego 2013 roku. W utworze pojawiają się fragmenty wydanego w 1985 singla „Take on Me” wykonanego przez grupę muzyczną A-ha.
Piosenka zebrała mieszane recenzje krytyków muzycznych. Linia melodyjna została określona chwytliwą i przebojową, jednak krytykowano jej tandetność i nieoryginalność. Z pochwałą spotkał się wkład Christiny Aguilery; wokale artystki wskazywano jako największy atut utworu. Nagranie odniosło sukces komercyjny, plasując się wysoko w prestiżowych notowaniach: Billboard Hot 100 (miejsce ósme), Canadian Hot 100 (miejsce czwarte) oraz UK Singles Chart (pozycja piąta). Było przebojem #1 w jedenastu krajach, w tym w Hiszpanii, Meksyku, Islandii, Czechach i Turcji, a także objęło pozycje w Top 10 zestawień najpopularniejszych singli w Australii, Niemczech, Nowej Zelandii, Japonii, Norwegii, Finlandii czy Rosji. Teledysk do utworu „Feel This Moment” nie posiada fabuły i składa się ze scen prezentujących koncerty Pitbulla oraz tańczącą i śpiewającą w rytm piosenki Aguilerę. Gościnny występ wokalistki w klipie został pozytywnie oceniony przez recenzentów, którzy okrzyknęli Aguilerę „seksownym wampem”.

## Informacje o utworze
Nagranie powstawało na przestrzeni 2012 roku w pracowniach The Ox & Le Vose w Północnym Hollywood i The Red Lips Room w Beverly Hills, a także w tokijskim studio podczas trasy koncertowej Pitbulla, Planet Pit World Tour. Kompozycja napisana została przez Nasriego Atweha, Adama Messingera, Nolana Lambrozę, Chantal Kreviazuk i Uralesa Vargasa. 16 października 2012 oficjalna strona internetowa Pitbulla podała listę wykonawców, którzy spodziewani są gościnnie pojawić się na nadchodzącym krążku rapera Global Warming. Była wśród nich Christina Aguilera. „Feel This Moment” stanowi pierwszą okazję do współpracy pomiędzy Pitbullem a Aguilerą, choć w 2010 w sieci pojawił się remiks piosenki „Desnudate”, pochodzącej z szóstego albumu studyjnego wokalistki Bionic, w którym zawarto fragmenty rapowane przez Pitbulla w singlowym utworze „Hotel Room Service” (2009). „Feel This Moment” zawiera wyraźny sampel z przeboju połowy lat osiemdziesiątych „Take on Me” w wykonaniu norweskiej grupy muzycznej A-ha. Gatunkowo piosenka określona została jako dance-pop, hip house i electrohouse. Pitbull wypowiedział się na temat kolaboracji z Aguilerą oraz samego utworu: „'Feel This Moment’ jest szczególnym nagraniem, ze względu na pracę z Christiną Aguilerą, co jest dla mnie jak honor, błogosławieństwo. Jest kimś, kogo cenię za talent, wokal i skalę głosu, jaką potrafi osiągnąć. Kawałek ma potężny sampel, do którego każdy będzie chciał tańczyć”. „Feel This Moment” traktuje o docenianiu ludzkiego życia, „zatrzymaniu się i cieszeniu danym momentem”. W jednej ze zwrotek utworu Pitbull nawiązuje do bestsellerowego erotyku Pięćdziesiąt twarzy Greya (2011) autorstwa E.L. James, rapując: „Ona czytała książki, szczególnie o czerwonych pokojach i wiązaniu”. Jason Lipshutz (Billboard) dostrzegł podobieństwa pomiędzy konstrukcją utworów wykonawcy „Feel This Moment” a „Get It Started”. Dziennikarze MTV porównali piosenkę do singli „Rest of My Life” Ludacrisa, Davida Guetty i Ushera oraz „Die Young” Keshy, również celebrujących życie i chwilę. Powstało jedenaście oficjalnych remiksów piosenki, które opublikowano 17 kwietnia 2013.

## Wydanie singla
22 października 2012 trwający minutę i trzydzieści siedem sekund fragment utworu został zamieszczony w sieci. Udostępnienie urywku singla odbiło się głośnym echem wśród użytkowników portalu społecznościowego Twitter, którzy z zainteresowaniem przyjęli fragment. 13 listopada w sieci pojawiła się pełna wersja piosenki. W ostatnim kwartale 2012 roku zamierzano opublikowanie „Feel This Moment” na singlu, jednak do wydania nie doszło. Plany wznowiono parę miesięcy później. 4 lutego 2013 singel miał swoją premierę w amerykańskich rozgłośniach radiowych. 22 lutego „Feel This Moment” został wydany na singlu CD w Niemczech, a 28 kwietnia w systemie digital download w Wielkiej Brytanii.
Pierwszą odnotowaną przez „Feel This Moment” pozycją było miejsce 169. listy SNEP Top 100 Singles, na którym utwór debiutował 15 grudnia 2012. W siódmym tygodniu swojej obecności na francuskiej liście przebojów kolaboracja osiadła na szczytowej lokacie dwudziestej trzeciej. Singel zajął miejsca w Top 10 na listach przebojów w Kanadzie (pozycja czwarta) i Stanach Zjednoczonych (pozycja ósma). Utwór został w sumie ósmym singlem Pitbulla, który dotarł do czołowej dziesiątki Billboard Hot 100; Aguilerę piosenką „Feel This Moment” wprowadziła do grona artystów posiadających dziesięć hitów z Top 10 w USA. W Anglii singel debiutował z pozycji dwudziestej siódmej w zestawieniu UK Singles Chart, na którym ostatecznie zajął miejsce piąte. Wkrótce potem utwór wszedł do pierwszych dziesiątek list w Niemczech (miejsce #9), Japonii (#10), Austrii (#2), Szwajcarii (#7), Norwegii (#6), Finlandii (#6) i Zjednoczonych Emiratach Arabskich (#8). Marcem 2013 sprzedaż singla w Australii przekroczyła nakład trzydziestu pięciu tysięcy egzemplarzy, co zaowocowało przyznaniem mu przez organizację Australian Recording Industry Association (ARIA) statusu złota. Ostatecznie w tym kraju singel został wyróżniony podwójnie platynową płytą. Status podwójnej platyny singel zyskał także w Stanach Zjednoczonych, pojedynczej platyny w Nowej Zelandii, Danii i Szwecji, natomiast status złota w Austrii, Belgii, Hiszpanii, Niemczech i Włoszech. W Wielkiej Brytanii singel wyróżniono specjalnych statusem srebrnej płyty, przy sprzedaży ponad dwustu tysięcy egzemplarzy. W Australii, na liście ARIA Top 100 Singles, nagranie objęło jako najwyższą pozycję #6 i utrzymało ją przez trzy tygodnie. Podobny sukces odniosło w Nowej Zelandii, plasując się na pozycji piątej tamtejszego notowania. W kwietniu 2013 „Feel This Moment” był już hitem, zwłaszcza dyskotekowym. Szturmem zdobył szczyty list przebojów klubowych w Polsce, Wielkiej Brytanii i na Ukrainie. Był też przebojem #1 w ogólnych zestawień Hiszpanii, Turcji, Meksyku, Islandii, Czech, Indonezji, Sri Lanki, Litwy, Paragwaju i Urugwaju. W drugiej połowie czerwca 2013 promocja utworu w programie telewizyjnym ¡Salta si puedes! doprowadziła singel na szczyt chilijskiego notowania. Z mniejszą popularnością utwór spotkał się w Grecji, Francji i Szwecji, gdzie plasował się poza pierwszą dwudziestką list przebojów. W Polsce singel objął trzecie miejsce zestawienia najpopularniejszych nagrań radiowych oraz piąte listy przebojów singlowych. Był też, jak podał ZPAV, jednym z czterech najczęściej pobieranych cyfrowo utworów 2014 roku.

## Opinie
Redaktor magazynu Billboard Jason Lipshutz uznał singel za jeden z dziesięciu największych hitów Christiny Aguilery w Stanach Zjednoczonych, pomimo iż „Feel This Moment” jest w istocie singlem Pitbulla, z Aguilerą na featuringu.

### Recenzje
Utwór zebrał mieszane recenzje krytyki. Dziennikarz czasopisma Entertainment Weekly Ray Rahman oraz Sarah Godfrey z The Washington Post uznali „Feel This Moment” za najlepszą piosenkę zawartą na albumie Global Warming. Peter Robinson, pracujący dla witryny internetowej Popjustice.com, porównał utwór do singla will.i.ama i Britney Spears „Scream & Shout” (2012). Obie kompozycje zbojkotował, uznając, że „reprezentują muzykę pop, która wije się we własnym gównie”. Dziennikarz prowadzący bloga o nazwie Pop Goes the Charts jako szczególny walor piosenki wskazał jej refren; tekst utworu określił jako nieoryginalny, a jego brzmienie porównał do singlowego „Primadonna” (2012) w wykonaniu Marina and the Diamonds. Jeremy Thomas (411mania.com) stwierdził, że „pojawienie się w utworze ‘Feel This Moment’ Christiny Aguilery dodaje trochę muzycznej istoty do stylu Pitbulla i sprawia, że kawałek, który niekoniecznie jest dobry, staje się przynajmniej łatwy do wysłuchania”. Mikael Wood z Los Angeles Times napisał, że „w ‘Feel This Moment’ Pitbull przewraca synthpopowy unikat A-ha ‘Take on Me’ do góry nogami i przekształca go w materiał rodem z wieczoru kawalerskiego w Las Vegas”. David Jeffries (AllMusic) pozytywnie ocenił kompozycję, nazywając ją „chwalebną eksplozją disco”. Sam Lansky (Idolator) cenił sobie udział Aguilery w nagraniu oraz wykonany przez nią „niezapomniany refren”, dodał także, że piosenka jest „o niebo lepsza niż jodłowany cover ‘The Blower’s Daughter’ Chrisa Manna (inna kompozycja wydana jesienią 2012 roku – przyp.), w którym znalazła się na featuringu”. Wokalny wkład artystki chwalił również Jason Lipshutz, dziennikarz Billboardu. Rick Florino ze strony internetowej ArtistDirect.com napisał, że Aguilera „zapewnia piosence lśniący refren, podczas gdy Pitbull gładko napędza wersy w zwrotkach”. Pracująca dla serwisu 4music.com Nicolle Weeks obdarzyła uznaniem taneczny hook kompozycji oraz brak typowych dla Pitbulla mizoginistycznych przesłanek w tekście utworu. Julianne Escobedo Shepherd, redaktora magazynu Spin, uznała, że „Feel This Moment” to tandetny utwór, który „przypomina muzykę rodem z kompilacji Jock Jams”. Mateusz Natali (interia.pl) skrytykował singel, nazywając go „rzewnym i przelukrowanym”. Natali skonkludował, iż „Feel This Moment” „momentami kojarzy się z rytmami spod znaku disco polo i remizowego dance’u, co ciężko uznać za komplement”. Jeden z użytkowników strony charts.org.nz doszedł do druzgocącego wniosku: „'Feel This Moment’ jest zbyt komercyjny, by być dobry muzycznie, i niedostatecznie przebojowy, by umiejętnie rozgrzać wielbicieli komerchy. Porażka, której pomóc nie jest w stanie nawet znakomita jak zwykle, bioniczna Christina Aguilera”. Autor recenzji wystawił singlowi ocenę w postaci .

## Teledysk
1 lutego 2013 za pośrednictwem profilu VEVO Italia w serwisie Twitter ogłoszono, że teledysk do utworu „Feel This Moment” zostanie wydany wkrótce. 15 lutego na oficjalnym kanale VEVO Pitbulla pojawił się klip z piosenką oraz jej tekstem (lyric video), zwiastując nadchodzącą premierę. 24 lutego oraz 12 marca Internet obiegły fotografie z planu zdjęciowego teledysku. Kolejne zdjęcie wyciekło także 15 marca, w dniu premiery wideoklipu. Klip udostępniono na kanale VEVO Pitbulla. Przedstawia on koncert rapera (występy w ramach trasy Planet Pit World Tour z 2012 roku), w innych ujęciach Aguilera śpiewa i tańczy w rytm utworu. W teledysku wykorzystano także fragmenty występu obu wykonawców podczas 2012 American Music Awards oraz ujęcia Pitbulla nagrywającego piosenkę w studio znajdującym się w pokoju hotelowym. Wideo wyreżyserował David Rousseau, wcześniej współpracujący już wielokrotnie z Pitbullem. W lipcu 2013 klip uzyskał nominację do nagrody MTV Video Music w kategorii najlepsza kolaboracja.

### Recenzje
Wśród opublikowanych recenzji teledysku dominowały głosy dodatnie. Z pochwałą spotkał się udział w klipie Christiny Aguilery, zwłaszcza jej stylizacja. Tom Goodenough napisał dla The Sun: „Trzydziestodwuletnia piękność połączyła siły z amerykańskim raperem Pitbullem w utworze ‘Feel This Moment’. W teledysku krągła piosenkarka pokazała się w gęstych blond lokach, a także nabrała stylu w niesamowitej kurtce ze skóry”. Dziennikarz pracujący dla witryny newsowej The Huffington Post skomentował gościnny występ artystki: „Aguilera popisuje się swoim imponującym głosem, mrugając jednocześnie do kamery i bawiąc się własnymi włosami. Seksowna piosenkarka zachwyca w bardzo chwytliwym refrenie”. Pismo Rap-Up podsumowało Aguilerę jako „zachwycającego wampa”. Lucas Villa ze strony Examiner.com doszedł do wniosku, że Aguilera, „z wielką fryzurą i w seksownym czarnym stroju, przywołującym na myśl Sandy z filmu Grease”, wygląda świetnie. Villa pozytywnie odebrał scenę, w której Pitbull wyłania się z komiksowego tła, nawiązującą do teledysku „Take on Me” grupy A-ha („Feel This Moment” sampluje ten utwór – przyp.). W recenzji dla MTV Buzzworthy Blog opiniodawca wyraził żal, że wykonawcy piosenki nie pojawiają się wspólnie w żadnej scenie teledysku, jednak komplementował ujęcia Pitbulla nagrywającego w studio w pokoju hotelowym, a także fryzurę Aguilery. Sam Lansky wydał mieszaną opinię na temat teledysku, który – jego zdaniem – choć dobrze zmontowany, „nie jest tak dramatyczną produkcją, na jaką liczono”.

## Promocja i wykonania koncertowe
18 listopada 2012 Pitbull wystąpił podczas gali American Music Awards. Wykonał medley piosenek „Don’t Stop the Party” i „Feel This Moment”. Pod koniec występu towarzyszyła mu Christina Aguilera. 23 marca 2013 koncert Pitbulla i Aguilery otworzył ceremonię rozdania nagród Nickelodeon Kids’ Choice Awards 2013. Nim wokalistka zaczęła śpiewać refren rozpoczynający utwór „Feel This Moment”, raper wykonał fragment swojego poprzedniego singla „Don’t Stop the Party”. Piosenkarzom towarzyszył zastęp dziecięcych tancerzy, ucharakteryzowanych na obu wykonawców. Występ zakończył się oblaniem Pitbulla mazistą, zieloną substancją, eksplodującą ze spodu sceny. 3 kwietnia 2013 Pitbull dał koncert z okazji otwarcia 2013 Indian Premier League (indyjska liga krykieta). W trakcie ceremonii w Salt Lake Stadium w Kolkacie zaśpiewał swoje znane przeboje, w tym „Feel This Moment”, „Don’t Stop the Party” i „Give Me Everything”. 23 kwietnia 2013 Aguilera wystąpiła z utworem solo w trakcie gali magazynu Time, zorganizowanej w związku z opublikowaniem listy stu najbardziej wpływowych osób show-biznesu (artystka znalazła się w tym zestawieniu). 19 maja tego samego roku Pitbull i Aguilera wykonali „Feel This Moment” podczas imprezy Billboard Music Awards 2013 w Las Vegas. Gościnnie towarzyszył im lider zespołu A-ha Morten Harket. W czerwcu 2013 piosenki użyto w kampanii promującej reality show chilijskiej stacji telewizyjnej Chilevisión pt. ¡Salta si puedes!. Przyczyniło się to do objęcia przez „Feel This Moment” pozycji pierwszej w notowaniu przebojów singlowych w tym kraju. 18 czerwca 2013 Pitbull i Aguilera gościli na scenie programu typu talent show The Voice, nadawanego przez NBC. Występ, z piosenką „Feel This Moment”, rozpoczęło pojawienie się Aguilery na podwyższonej platformie. Artystka dołączyła wkrótce do rapera, by śpiewać wraz z nim w otoczeniu tancerek. Wokalistka zasiadała w panelu jurorskim programu w pierwszych trzech sezonach. Singel został także wykorzystany w pierwszym trailerze animowanego filmu Lego: Przygoda (2014).
Pod koniec września 2013 Christina Aguilera zagrała koncert w Waszyngtonie. Podczas imprezy wokalistka wystąpiła między innymi z piosenkami „Feel This Moment”, „Dirrty” i „Let There Be Love”. Pierwszy utwór wykonała solowo, bez udziału Pitbulla. 31 grudnia tego roku dała prywatny, sylwestrowy koncert w Moskwie. Na setlistę złożyło się czternaście utworów, wśród nich medley singli „Moves Like Jagger” i „Feel This Moment”. Piosenkarka miała zaśpiewać utwór podczas festiwalu muzycznego w Petronas Twin Towers w Kuala Lumpurze dnia 28 marca 2014. Koncert został odwołany z powodu katastrofy lotu Malaysia Airlines 370. Mimo to, odbył się występ artystki przed prywatną publicznością. 2 maja 2014 Aguilera wykonała fragment utworu w trakcie New Orleans Jazz & Heritage Festival. 27 lipca 2015 wokalistka dała koncert podczas prywatnej imprezy Cisco Rocks, organizowanej przez firmę Cisco Systems. Przed publicznością wykonała między innymi „Feel This Moment”. 28 maja 2016 występ artystki przed dwustutysięczną widownią zamknął marokański festiwal muzyczny Mawazine. Wśród dwudziestu odśpiewanych przez Aguilerę piosenek znalazły się „Feel This Moment” i „Moves Like Jagger”.
W 2019 roku Aguilera wykonywała „Feel This Moment” podczas koncertów z serii The Xperience oraz w Europie, w ramach trasy The X Tour (jako medley, z fragmentami „Desnudate”).

## Nagrody i wyróżnienia
| Rok  | Ceremonia              | Nagroda                                  | Rezultat  |
| ---- | ---------------------- | ---------------------------------------- | --------- |
| 2013 | MTV Video Music Awards | najlepsza kolaboracja na rzecz teledysku | Nominacja |
| 2013 | World Music Awards     | światowa piosenka roku                   | Nominacja |
| 2013 | World Music Awards     | światowy teledysk roku                   | Nominacja |
| 2013 | Vevo Certified Awards  | 100.000.000 Views                        | Wygrana   |

## Listy utworów i formaty singla
Ogólnoświatowy digital download
1. „Feel This Moment” – 3:49

Niemiecki singel CD
1. „Feel This Moment” – 3:49
2. „Don’t Stop the Party” (R3hab & Zroq Remix) (featuring TJR) – 3:36

Singel promocyjny
1. „Feel This Moment” (Radio Edit) – 3:19
2. „Feel This Moment” (Album Version) – 3:49

## Remiksy utworu
| - DJ Riddler Extended Mix – 6:31 - DJ Riddler Radio Mix – 3:57 - Jump Smokers Extended Mix – 4:02 - Jump Smokers Radio Mix – 3:32 | - Kassiano Club Mix – 5:07 - Kassiano Radio Mix – 4:09 - Allan Guterres Bootleg – 2:35 - Dark Intensity Club Mix – 7:37 | - Knocksquared Remix – 3:33 - Shahaf Moran Remix – 3:20 - Shahaf Moran Extended – 4:18 - Dj Sequence Remix – 4:43 |

## Twórcy
- Główne wokale: Armando C. „Pitbull” Pérez, Christina Aguilera
- Producent: Adam Messinger, Nasri Atweh, Nolan „Sir Nolan” Lambroza, Urales „DJ Buddha” Vargas
- Autor: Nasri Atweh, Adam Messinger, Nolan „Sir Nolan” Lambroza, Chantal Kreviazuk, Armando C. „Pitbull” Pérez, Urales „DJ Buddha” Vargas, Paul Waaktaar-Savoy, Morten Harket, Magne Furuholmen, Christina Aguilera
- Instrumentacja i programming: Adam Messinger, Nolan „Sir Nolan” Lambroza, Urales „DJ Buddha” Vargas
- Nagrywanie wokalu: Al Burna, Oscar Ramirez

## Pozycje na listach przebojów

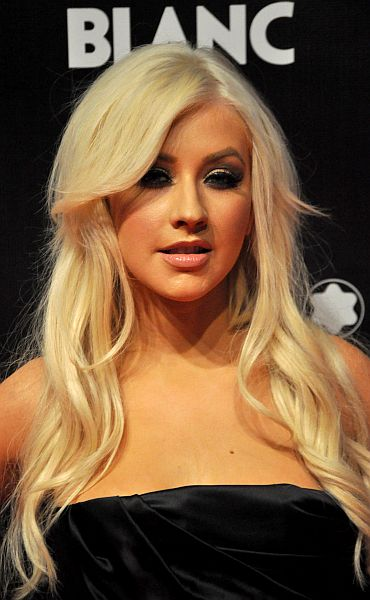
Udział Christiny Aguilery w nagrywaniu utworu został ciepło odebrany przez krytyków muzycznych. Niektórzy recenzenci uznali wokale artystki za największy atut piosenki. Chwalono również jej występ w teledysku do piosenki.

| Kraj/region                  | Notowanie (2012/2013)         | Wydawca                     | Najwyższa pozycja |
| ---------------------------- | ----------------------------- | --------------------------- | ----------------- |
| Antyle Holenderskie          | Official Singles Chart        | IFPI                        | 4                 |
| Argentyna                    | Top 100 Singles               | IFPI                        | 2                 |
| Australia                    | Top 100 Singles               | ARIA Charts                 | 6                 |
| Austria                      | Top 75 Singles                | Ö3 Austria Top 40           | 2                 |
| Belgia (Flandria)            | Ultratop 40                   | Ultratop                    | 7                 |
| Belgia (Region Waloński)     | Ultratop 40                   | Ultratop                    | 6                 |
| Białoruś                     | Official Singles Chart        | IFPI                        | 5                 |
| Boliwia                      | Official Singles Chart        | IFPI                        | 6                 |
| Bułgaria                     | Top 40 Singles                | IFPI                        | 5                 |
| Brazylia                     | Top 100 Singles               | Billboard Brasil            | 20                |
| Chile                        | Top 100 Singles               | Nielsen Chile/IDERE/Monitec | 1                 |
| Chorwacja                    | Top 100 Singles               | YE                          | 3                 |
| Cypr                         | Official Singles Chart        | ΕΕΠΗ                        | 2                 |
| Czechy                       | Top 100 Singles               | IFPI                        | 1                 |
| Dania                        | Top 40 Singles                | Tracklisten                 | 16                |
| Dominikana                   | Official Singles Chart        | IFPI                        | 3                 |
| Ekwador                      | Top 40 Singles                | IFPI                        | 2                 |
| Estonia                      | Official Airplay Chart        | IFPI                        | 16                |
| Filipiny                     | Official Singles Chart        | PARI                        | 8                 |
| Finlandia                    | Top 20 Singles                | Suomen virallinen lista     | 6                 |
| Francja                      | Top 100 Singles               | SNEP                        | 23                |
| Grecja                       | Top 50 Singles                | ΕΕΠΗ                        | 27                |
| Guam                         | Official Singles Chart        | IFPI                        | 3                 |
| Hiszpania                    | Top 50 Singles                | PROMUSICAE                  | 1                 |
| Holandia                     | Dutch Top 40                  | MegaCharts                  | 6                 |
| Holandia                     | Mega Single Top 100           | MegaCharts                  | 11                |
| Honduras                     | Top 50 Singles                | El Tiempo                   | 7                 |
| Indonezja                    | Official Singles Chart        | LIMA                        | 1                 |
| Indonezja                    | Top 50 Singles                | Creative Disc               | 1                 |
| Irlandia                     | Top 50 Singles                | IRMA                        | 13                |
| Islandia                     | Official Singles Chart        | IFPI                        | 1                 |
| Izrael                       | Official Singles Chart        | IFPI                        | 16                |
| Japonia                      | Top 100 Singles               | Oricon                      | 10                |
| Kanada                       | Canadian Hot 100              | Billboard                   | 4                 |
| Korea Południowa             | Top 100 International Singles | Gaon Chart                  | 2                 |
| Liban                        | Top 20 Singles                | Mix FM                      | 4                 |
| Litwa                        | Official Singles Chart        | IFPI                        | 1                 |
| Luksemburg                   | Official Singles Chart        | IFPI                        | 15                |
| Łotwa                        | Top 50 Airplay                | IFPI                        | 6                 |
| Macedonia                    | Official Singles Chart        | IFPI                        | 2                 |
| Malezja                      | Official Singles Chart        | RIM                         | 4                 |
| Malta                        | Top 20 Singles                | IFPI                        | 3                 |
| Mauritius                    | Official Singles Chart        | IFPI                        | 4                 |
| Meksyk                       | Official Singles Chart        | IFPI                        | 1                 |
| Niemcy                       | Top 100 Singles               | Media Control Charts        | 9                 |
| Norwegia                     | Top 20 Singles                | VG-lista                    | 6                 |
| Nowa Zelandia                | Top 40 Singles                | RIANZ                       | 5                 |
| Paragwaj                     | Official Singles Chart        | IFPI                        | 1                 |
| Peru                         | Top 100 Singles               | IFPI                        | 4                 |
| Polska                       | Polish Dance Chart            | ZPAV                        | 1                 |
| Polska                       | Top 5 Airplay                 | ZPAV                        | 3                 |
| Polska                       | Top 50 Singles                | IFPI                        | 5                 |
| Portugalia                   | Top 50 Singles                | AFP                         | 9                 |
| Rosja                        | Official Airplay Chart        | Tophit                      | 2                 |
| Salwador                     | Official Singles Chart        | IFPI                        | 3                 |
| Singapur                     | Official Singles Chart        | IFPI                        | 9                 |
| Słowacja                     | Top 100 Singles               | IFPI                        | 4                 |
| Sri Lanka                    | Official Singles Chart        | IFPI                        | 1                 |
| Stany Zjednoczone            | Adult Pop Songs               | Billboard                   | 18                |
| Stany Zjednoczone            | Billboard Hot 100             | Billboard                   | 8                 |
| Stany Zjednoczone            | Dance/Electronic Songs        | Billboard                   | 1                 |
| Stany Zjednoczone            | Hot Dance Club Songs          | Billboard                   | 17                |
| Stany Zjednoczone            | Rap Songs                     | Billboard                   | 3                 |
| Stany Zjednoczone            | Top 40 Mainstream (Pop Songs) | Billboard                   | 3                 |
| Szkocja                      | Top 75 Singles                | OCC                         | 2                 |
| Szwajcaria                   | Top 100 Singles               | Schweizer Hitparade         | 7                 |
| Szwecja                      | Top 60 Singles                | Sverigetopplistan           | 21                |
| Turcja                       | Top 20 Singles                | Billboard Türkiye           | 1                 |
| Ukraina                      | Official Dance/Club Chart     | IFPI                        | 1                 |
| Ukraina                      | Official Singles Chart        | IFPI                        | 17                |
| Urugwaj                      | Top 50 Singles                | IFPI                        | 1                 |
| Węgry                        | Top 10 Singles                | MAHASZ                      | 3                 |
| Węgry                        | Top 40 Airplay                | MAHASZ                      | 9                 |
| Wielka Brytania              | UK Dance Chart                | OCC                         | 1                 |
| Wielka Brytania              | UK Singles Chart              | OCC                         | 5                 |
| Włochy                       | Top 50 Singles                | FIMI                        | 19                |
| Zjednoczone Emiraty Arabskie | Official Singles Chart        | IFPI                        | 8                 |

### Listy końcoworoczne
| Kraj              | Notowanie (2013)       | Wydawca                     | Najwyższa pozycja |
| ----------------- | ---------------------- | --------------------------- | ----------------- |
| Chile             | Top 100 Singles        | Nielsen Chile/IDERE/Monitec | 10                |
| Indonezja         | Top 50 Singles         | Creative Disc               | 19                |
| Izrael            | Top 31 Singles         | Galgalatz                   | 38                |
| Kanada            | Canadian Hot 100       | Billboard                   | 20                |
| Meksyk            | Official Singles Chart | IFPI                        | 12                |
| Stany Zjednoczone | Billboard Hot 100      | Billboard                   | 36                |
| Stany Zjednoczone | Dance/Electronic Songs | Billboard                   | 7                 |
| Stany Zjednoczone | Rap Songs              | Billboard                   | 5                 |

## Sprzedaż i certyfikaty
| Kraj              | Wydawca    | Certyfikat | Sprzedaż   |
| ----------------- | ---------- | ---------- | ---------- |
| Australia         | ARIA       | 3x platyna | 210.000+   |
| Austria           | IFPI       | platyna    | 30.000+    |
| Belgia            | IFPI       | złoto      | 15.000+    |
| Dania             | IFPI       | platyna    | 30.000+    |
| Hiszpania         | PROMUSICAE | złoto      | 20.000+    |
| Niemcy            | IFPI       | platyna    | 300.000+   |
| Nowa Zelandia     | RIANZ      | platyna    | 15.000+    |
| Stany Zjednoczone | RIAA       | 2x platyna | 2.405.000+ |
| Szwecja           | IFPI       | platyna    | 40.000+    |
| Wielka Brytania   | BPI        | srebro     | 300.000+   |
| Włochy            | FIMI       | platyna    | 30.000+    |

## Historia wydania
| Region            | Data              | Format           | Wytwórnia                |
| ----------------- | ----------------- | ---------------- | ------------------------ |
| Polska            | 28 listopada 2012 | airplay          | Sony Music Entertainment |
| Włochy            | 18 stycznia 2013  | airplay          | Sony Music Entertainment |
| Stany Zjednoczone | 4 lutego 2013     | airplay          | RCA Records              |
| Niemcy            | 22 lutego 2013    | singel CD        | RCA Records              |
| Australia         | 4 marca 2013      | airplay          | RCA Records              |
| Wielka Brytania   | 28 kwietnia 2013  | digital download | RCA Records              |

## Informacje dodatkowe
- „Feel This Moment” znalazł się na albumowych kompilacjach: NRJ Music Awards 2013 (EMI, 2012), NRJ 200% Hits 2013 (UMSM, 2013), RTL Frühlingshits 2013 (Sony, '13), Ö3 Greatest Hits Vol. 61 (Universal, '13), Ultratop Hitbox 2013.02 (Sony, '13), Toggo Music 34 (Sony, '13), Energy NRJ Hit Music Only! – Best Of 2013 Vol. 1 (Warner, '13).